# Neriene poculiforma
Espèce
Neriene poculiforma est une espèce d'araignées aranéomorphes de la famille des Linyphiidae.

## Distribution
Cette espèce est endémique du Yunnan en Chine,. Elle se rencontre dans le xian de Mengla dans la préfecture de Xishuangbanna.

## Publication originale
- Liu & Chen, 2010 : A new species of the spider genus Neriene from Southwestern China (Araneae: Linyphiidae). Zootaxa, no 2483, p. 65–68.